# Еднівілл (Північна Кароліна)
Еднівілл (англ. Edneyville) — переписна місцевість (CDP) в США, в окрузі Гендерсон штату Північна Кароліна. Населення — 2395 осіб (2020).

## Географія
Еднівілл розташований за координатами 35°24′13″ пн. ш. 82°20′0″ зх. д. / 35.40361° пн. ш. 82.33333° зх. д. (35.403518, -82.333227).  За даними Бюро перепису населення США в 2010 році переписна місцевість мала площу 27,84 км², з яких 27,81 км² — суходіл та 0,02 км² — водойми.

## Демографія
Згідно з переписом 2010 року, у переписній місцевості мешкало 2367 осіб у 879 домогосподарствах у складі 624 родин. Густота населення становила 85 осіб/км².  Було 1076 помешкань (39/км²).
Расовий склад населення:
| - 83,4 % — білих - 3,5 % — чорних або афроамериканців - 0,8 % — корінних американців - 0,3 % — азіатів - 9,8 % — осіб інших рас |

До двох чи більше рас належало 2,2 %. Частка іспаномовних становила 18,7 % від усіх жителів.
За віковим діапазоном населення розподілялося таким чином: 27,5 % — особи молодші 18 років, 59,7 % — особи у віці 18—64 років, 12,8 % — особи у віці 65 років та старші. Медіана віку мешканця становила 35,3 року. На 100 осіб жіночої статі у переписній місцевості припадало 100,1 чоловіків;  на 100 жінок у віці від 18 років та старших — 102,7 чоловіків також старших 18 років.
Середній дохід на одне домашнє господарство  становив 49 373 долари США (медіана — 35 795), а середній дохід на одну сім'ю — 65 223 долари (медіана — 52 870). За межею бідності перебувало 21,1 % осіб, у тому числі 14,4 % дітей у віці до 18 років та 26,1 % осіб у віці 65 років та старших.
Цивільне працевлаштоване населення становило 877 осіб. Основні галузі зайнятості: будівництво — 21,7 %, науковці, спеціалісти, менеджери — 13,8 %, виробництво — 11,7 %, мистецтво, розваги та відпочинок — 11,4 %.